# Godfrey (comediante)
Godfrey C. Danchimah, Jr. (nascido em 21 de julho de 1969), conhecido profissionalmente como Godfrey, é um comediante, podcaster e ator americano, que tem aparecido em BET, VH1, Comedy Central, e filmes , como Soul Plane, Original Gangstas, Zoolander e Johnson Family Vacation. 
Ele foi porta-voz da 7 Up durante a popular campanha publicitária '7up your'. Ele também foi um membro do elenco na primeira temporada do reality show The It Factor. Atualmente, ele atua regularmente no clube de comédia Comedy Cellar, em Nova York. Ele também é conhecido por fazer as vozes de Mr. Stubborn e Mr. Tall (segunda temporada) no The Mr. Men Show e por sediar o Bullseye da FOX. Godfrey também organizou seu próprio programa de rádio no SiriusXM até se separar do programa em 1º de julho de 2019. Ele agora apresenta e possui um podcast chamado In Godfrey We Trust na Gas Digital Network. Ele também é conhecido por colaborar com outras estrelas da mídia social, como King Bach, Destorm Power e etc.